# Ty Rattie
Ty Rattie, född 5 februari 1993, är en kanadensisk professionell ishockeyforward som spelar för Linköping HC i SHL. Efter att ha spelat juniorishockey för Portland Winterhawks i WHL draftades Rattie i andra rundan i 2011 års NHL-draft av St. Louis Blues som 32:a spelare totalt. Under sex säsonger, med start från säsongen 2013/14, varvade han spel i AHL med spel i NHL. Han spelade främst för Blues farmarklubb, Chicago Wolves i AHL, och gjorde sporadiska inhopp för Blues i NHL. Under en kort period 2017 spelade han ett fåtal matcher för Carolina Hurricanes. Senare samma år skrev han ett avtal med Edmonton Oilers och gjorde säsongen 2018/19 sin enda säsong där han enbart spelade i NHL.
2019 lämnade han Nordamerika och spelade under säsongen 2019/20 för de ryska klubbarna Lokomotiv Jaroslavl och Torpedo Nizhny Novgorod i KHL. Detta följdes av en säsong i den finska ligan med Ässät och en säsong med Timrå IK i Svenska Hockeyligan. Sedan april 2022 tillhör Rattie Linköping HC.
Rattie har i landslagssammanhang representerat Kanada vid JVM i Ryssland 2013.

## Karriär

### Klubblag

#### 2008–2013: Juniorår
Rattie påbörjade sin ishockeykarriär i moderklubben Airdrie MHA. Mellan säsongerna 2008/09 och 2012/13 spelade han juniorishockey för Portland Winterhawks i WHL. Han blev snabbt en viktig spelare för laget då han stod ut poängmässigt och bland annat noterades för mer än 100 poäng i grundserien säsongerna 2011/12 och 2012/13. Sommaren 2011 valdes han vid NHL-draften av St. Louis Blues i den andra rundan som 32:a spelare totalt. Den efterföljande säsongen, 2011/12, vann han Winterhawks interna poängliga med 121 gjorda poäng. I det efterföljande slutspelet stod han för 19 mål på 21 matcher och vann därmed slutspelets skytteliga. Han blev också uttagen till WHL:s första All Star-lag (väst).
Den 1 juni 2012 meddelade St. Louis Blues att man skrivit ett avtal med Rattie. I september samma år bekräftade klubben att man skickat tillbaka Rattie till Winterhawks. Säsongen 2012/13, som kom att bli Ratties sista med Winterhawks, utsågs han till assisterande lagkapten. Denna säsong tog laget tog sin tredje mästerskapstitel genom tiderna, och i slutspelet var han den som gjort flest poäng (36) och flest mål (20). Rattie utsågs till slutspelets mest värdefulla spelare och blev uttagen till WHL:s andra All Star-lag.

#### 2013–2019: AHL och NHL

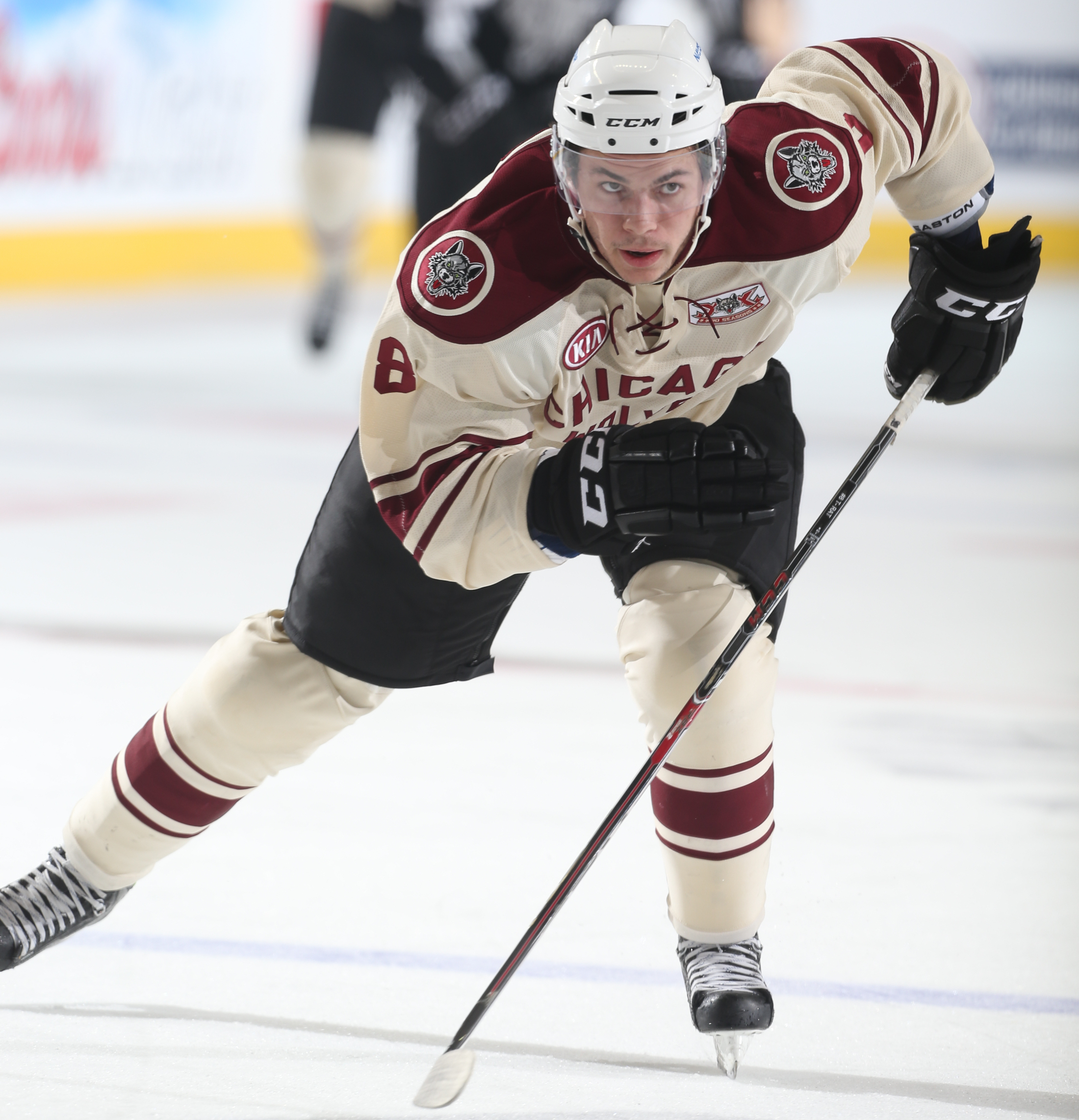
Rattie med Chicago Wolves 2013.

Den 26 september 2013 meddelade Blues att man skickat Rattie att spela för klubbens farmarlag Chicago Wolves i AHL. Den följande månaden, den 3 oktober, gjorde han debut i AHL i en 2–1-seger mot San Antonio Rampage. Rattie gjorde sitt första mål i serien i sin tredje AHL-match, den 12 oktober, på Dov Grumet-Morris, i en 3–1-vinst mot San Antonio Rampage. I slutet av grundserien blev han uppkallad till Blues och gjorde NHL-debut den 11 april 2014 mot Dallas Stars. Han spelade därefter ytterligare en match för Blues, mot Detroit Red Wings, innan han återvände till Wolves i AHL. På 72 grundseriematcher noterades han för 48 poäng och vann lagets interna poängliga. Med 31 gjorda mål vann han också lagets interna skytteliga och var den rookie i AHL som stod för flest mål. I Calder Cup-slutspelet slog Wolves ut Rochester Americans med 3–2 i matcher, innan man besegrades av Toronto Marlies i kvartsfinalserien med 4–0. På dessa nio matcher noterades Rattie för ett mål och två assistpoäng.
Även säsongen 2014/15 fick Rattie inleda med Wolves i AHL. Han gjorde sitt första hat trick i serien den 15 november 2014 då Rochester Americans besegrades med 7–4. I slutet av januari 2015 kallades han på nytt upp till Blues för att spela i NHL. Han gjorde sin första NHL-poäng den 5 februari månaden därpå då han assisterade till ett mål av Dmitrij Jaškin i en 3–0-seger mot Buffalo Sabres. Totalt spelade han elva matcher för Blues under denna säsong och noterades för två assistpoäng. I AHL stod han för 42 poäng, varav 21 mål, på 59 grundseriematcher. Han blev uttagen att spela i AHL:s All Star-match. I det följande slutspelet slogs Wolves ut av Utica Comets med 3–2 i matcher i åttondelsfinal.
I inledningen av säsongen 2015/16 stod Rattie för sju mål på sina sju inledande matcher i AHL för totalt elva poäng. Under denna säsong blev han återigen uppkallad för spel i NHL med Blues. Han gjorde sitt första NHL-mål den 12 januari 2016, på Keith Kinkaid, i en 5–2-seger mot New Jersey Devils. Han spelade totalt 13 NHL-matcher denna säsong och noterades för sex poäng, varav fyra mål. I AHL misslyckades Wolves att ta sig till Calder Cup-slutspelet och Rattie noterades för 46 poäng på 62 grundseriematcher (17 mål, 29 assist).
Den 13 juli 2016 meddelades det att Rattie förlängt sitt avtal med Blues med ytterligare en säsong. I början av januari 2017 värvades Rattie till Carolina Hurricanes efter att ha blivit uppsatt på waiverslistan av Blues. Han spelade totalt fem matcher för Hurricanes och noterades för två assistpoäng innan han åter blev uppsatt på waiverslistan. Den 19 februari 2017 bekräftades det att Rattie värvats tillbaka av Blues och att han skickats ner till klubbens farmarlag Chicago Wolves i AHL. Under säsongens gång spelade han totalt fyra matcher för Blues i NHL och 23 grundseriematcher för Wolves i AHL. I Calder Cup-slutspelet tog sig Wolves till kvartsfinal, där man besegrades av Grand Rapids Griffins med 4–1 i matcher. På nio slutspelsmatcher stod Rattie för två mål och två assist.
Edmonton Oilers tillkännagav den 2 juli 2017 att man skrivit ett tvåårsavtal med Rattie. Han tillbringade den större delen av säsongen med Oilers farmarlag i AHL, Bakersfield Condors. Rattie noterades för sitt andra hat trick i AHL den 2 november 2017 då han stod för tre av Condors mål i en 2–5-seger mot Texas Stars. Laget misslyckades att ta sig till slutspel och på 53 AHL-matcher noterades han för 43 poäng och slutade på andra plats i lagets interna poängliga i grundserien. Med 21 gjorda mål var han också lagets främsta målskytt. Rattie blev för andra gången i karriären uttagen till AHL:s All Star-match. Under denna säsong spelade han också 14 matcher för Oilers i NHL. På dessa noterades han för nio poäng, varav fem mål.
Kort efter säsongens slut meddelades det att Rattie skrivit ett ettårsavtal med Oilers. Säsongen 2018/19 spelade han enbart i NHL för Oilers. Rattie spelade totalt 50 grundseriematcher där han stod för elva poäng (fyra mål, sju assist).

#### 2019–idag: Spel i Europa
Efter sex säsonger där han kombinerat spel i AHL och NHL bekräftades det den 10 juli 2019 att Rattie lämnat Nordamerika och skrivit ett ettårskontrakt med den ryska klubben Lokomotiv Jaroslavl i KHL. Han gjorde KHL-debut den 4 september samma år och noterades också för sitt första mål i samma match, på Nikita Bespalov, i en 2–5-förlust mot HK Spartak Moskva. Den 29 oktober 2019 tillkännagavs det att Rattie lämnat Jaroslavl för spel med Torpedo Nizhny Novgorod. Han hade då på 16 matcher för Jaroslavl noterats för nio poäng, varav tre mål. Novgorod var det sista laget att ta sig till Gagarin Cup-slutspelet. Rattie stod för 25 poäng på 36 matcher med laget i grundserien. I åttondelsfinal slogs man ut med 4–0 i matcher mot HK CSKA Moskva.
Efter att ha stått utan kontrakt under första halvan av säsongen 2020/21 meddelades det den 21 januari 2021 att Rattie skrivit ett avtal med den finska klubben Ässät i Liiga. Han gjorde debut i Liiga för Ässät den 3 februari 2021 i en 0–7-seger mot Jukurit. En vecka senare, den 10 februari, gjorde han sitt första mål i Liiga, på Christian Heljanko, i en 3–2-förlust mot Tappara. Ässät slutade på tolfte plats i grundserietabellen och misslyckades därmed att ta sig till slutspel. På 28 grundseriematcher stod Rattie för 16 poäng (sju mål, nio assist).
Den 29 juni 2021 meddelades det att Rattie lämnat Finland då han skrivit ett ettårskontrakt med Timrå IK i SHL. Han gjorde SHL-debut den 11 september samma år i en 5–4-förlust mot IK Oskarshamn. I samma match noterades han för sina två första SHL-mål, på Joe Cannata, och stod för totalt tre poäng. Han vann lagets interna poäng- och skytteliga då han på 51 matcher stod för 47 poäng, varav 21 mål. Timrå slutade på sista plats i grundserietabellen och tvingades kvala mot Djurgårdens IF för att hålla sig kvar i SHL. Laget vann matchserien med 4–0 och på dessa matcher stod Rattie för fem poäng, varav tre mål.
Den 22 april 2022 tillkännagavs det att Rattie skrivit ett treårskontrakt med Linköping HC. Han gjorde sitt första hat trick i SHL och för Linköping den 9 december 2022 i en 4–3-seger mot HV71. Rattie spelade samtliga 52 grundseriematcher och vann Linköpings interna poängliga med 34 gjorda poäng. Han vann också lagets skytteliga då han stod för 18 mål. Säsongen 2023/23 slutade Rattie på andra plats i SHL:s totala poängliga, bakom Oskar Lindberg. På 52 grundseriematcher stod han för 47 poäng. I SHL:s skytteliga slutade han på delad tredjeplats då han noterades för 21 mål. Den 2 mars 2024 bekräftades det att Rattie skrivit ett nytt avtal med Linköping HC, vilket innebar att han adderat ett år på sitt befintliga kontrakt samt att en klausul för spel i den Schweiziska ligan plockats bort. Efter grundserien spelade han sitt första SM-slutspel där Linköping slogs ut i kvartsfinal av Skellefteå AIK med 4–0 i matcher.
Säsongen 2024/25 slutade Rattie på tredje plats i Linköpings interna poängliga. Han spelade samtliga 52 grundseriematcher och noterades för 37 poäng (13 mål, 24 assist). Linköping misslyckades att ta sig till SM-slutspel då man slutade på tolfte plats i grundserien.

### Landslag
Rattie blev uttagen till Kanadas trupp till JVM i Ryssland 2013. Efter att ha gått obesegrade genom grupp B slogs Kanada ut i semifinal av USA med 5–1, där Rattie blev lagets enda målskytt. Kanada fick därefter spela match om brons mot Ryssland där man besegrades med 5–6 efter övertidsspel. På sex spelade matcher noterades Rattie för tre gjorda mål.

## Statistik

### Klubblag
| 2008–09    | Portland Winterhawks    | WHL        | 10  | 1  | 0  | 1   | 0   | —  | —  | —  | —  | —  |
| 2009–10    | Portland Winterhawks    | WHL        | 61  | 17 | 20 | 37  | 38  | 13 | 2  | 2  | 4  | 12 |
| 2010–11    | Portland Winterhawks    | WHL        | 67  | 28 | 51 | 79  | 55  | 21 | 9  | 13 | 22 | 22 |
| 2011–12    | Portland Winterhawks    | WHL        | 69  | 57 | 64 | 121 | 54  | 21 | 19 | 14 | 33 | 12 |
| 2012–13    | Portland Winterhawks    | WHL        | 62  | 48 | 62 | 110 | 27  | 21 | 20 | 16 | 36 | 17 |
| 2013–14    | Chicago Wolves          | AHL        | 72  | 31 | 17 | 48  | 37  | 9  | 1  | 2  | 3  | 4  |
| 2013–14    | St. Louis Blues         | NHL        | 2   | 0  | 0  | 0   | 0   | —  | —  | —  | —  | —  |
| 2014–15    | Chicago Wolves          | AHL        | 59  | 21 | 21 | 42  | 12  | 3  | 0  | 0  | 0  | 2  |
| 2014–15    | St. Louis Blues         | NHL        | 11  | 0  | 2  | 2   | 2   | —  | —  | —  | —  | —  |
| 2015–16    | Chicago Wolves          | AHL        | 62  | 17 | 29 | 46  | 28  | —  | —  | —  | —  | —  |
| 2015–16    | St. Louis Blues         | NHL        | 13  | 4  | 2  | 6   | 4   | —  | —  | —  | —  | —  |
| 2016–17    | Chicago Wolves          | AHL        | 22  | 2  | 3  | 5   | 2   | 9  | 2  | 2  | 4  | 14 |
| 2016–17    | St. Louis Blues         | NHL        | 4   | 0  | 0  | 0   | 0   | —  | —  | —  | —  | —  |
| 2016–17    | Carolina Hurricanes     | NHL        | 5   | 0  | 2  | 2   | 0   | —  | —  | —  | —  | —  |
| 2017–18    | Bakersfield Condors     | AHL        | 53  | 21 | 22 | 43  | 24  | —  | —  | —  | —  | —  |
| 2017–18    | Edmonton Oilers         | NHL        | 14  | 5  | 4  | 9   | 2   | —  | —  | —  | —  | —  |
| 2018–19    | Edmonton Oilers         | NHL        | 50  | 4  | 7  | 11  | 4   | —  | —  | —  | —  | —  |
| 2019–20    | Lokomotiv Jaroslavl     | KHL        | 16  | 3  | 6  | 9   | 4   | —  | —  | —  | —  | —  |
| 2019–20    | Torpedo Nizhny Novgorod | KHL        | 36  | 8  | 17 | 25  | 16  | 3  | 0  | 0  | 0  | 24 |
| 2020–21    | Ässät                   | Liiga      | 28  | 7  | 9  | 16  | 6   | —  | —  | —  | —  | —  |
| 2021–22    | Timrå IK                | SHL        | 51  | 21 | 26 | 47  | 32  | —  | —  | —  | —  | —  |
| 2022–23    | Linköping HC            | SHL        | 52  | 18 | 16 | 34  | 10  | —  | —  | —  | —  | —  |
| 2023–24    | Linköping HC            | SHL        | 52  | 21 | 26 | 47  | 18  | 4  | 1  | 2  | 3  | 0  |
| 2024–25    | Linköping HC            | SHL        | 52  | 13 | 24 | 37  | 14  | —  | —  | —  | —  | —  |
| AHL totalt | AHL totalt              | AHL totalt | 268 | 92 | 92 | 184 | 103 | 21 | 3  | 4  | 7  | 20 |
| SHL totalt | SHL totalt              | SHL totalt | 207 | 73 | 92 | 165 | 74  | 4  | 1  | 2  | 3  | 0  |
| NHL totalt | NHL totalt              | NHL totalt | 98  | 13 | 17 | 30  | 12  | —  | —  | —  | —  | —  |

### Internationellt
| År            | Lag           | Turnering     | Matcher | Mål | Assists | Poäng | Utv. |
| ------------- | ------------- | ------------- | ------- | --- | ------- | ----- | ---- |
| 2013          | Kanada        | JVM           | 6       | 3   | 0       | 3     | 0    |
| Junior totalt | Junior totalt | Junior totalt | 6       | 3   | 0       | 3     | 0    |